# 옹성 (지명)
옹성(雍城)은 춘추 전국 시대 당시 진나라(秦)의 수도이며, 현재의 중화인민공화국 산시성 바오지시 펑샹 현에 위치하였다.

## 역사
덕공(德公) 원년 (기원전 677년)부터 헌공(獻公) 2년 (기원전 383년)까지 수도 역할을 담당하여 진나라(秦) 역사상 가장 오랜 기간 동안 수도로 존재하였으며, 이후 약양(櫟陽)으로 천도하였다.
현재 산시성 바오지시 펑샹 현 남쪽에 있는 융수이 강과 지방하(紙坊河) 부근에 성터 유적이 남아 있으며, 궁전 등의 건축물이 위치하였다. 발굴 조사를 통해 대형 빙실(氷室)과 대형 종묘가 있었던 것이 밝혀졌으며, 다량의 청동기가 출토되었다. 1988년 중화인민공화국 국무원에 의해 전국중점문물보호단위에 지정되었으며, 옹성 남쪽에 진나라 군주들의 왕릉이 조성되었다.

## 같이 보기
- 펑샹 현
- 진나라